# Gobernador de Aguascalientes
La gobernadora del Estado Libre y Soberano de Aguascalientes es el titular del poder ejecutivo de Aguascalientes. Es elegida por sufragio directo y universal. Una vez electa, entra en funciones el 1 de octubre del año de la elección. Su mandato dura seis años, sin posibilidad de reelección, ni siquiera para volver a ejercerlo como provisional, interino, sustituto o encargado del Despacho.
El cargo solo es renunciable por causa grave que deberá ser avalada por el Congreso del Estado de Aguascalientes. En el caso de muerte, renuncia o destitución, asume de manera inmediata el secretario general de Gobierno de Aguascalientes como encargado del Despacho, para que posteriormente el Congreso nombre a un gobernador interino o sustituto, según sea el caso.  
Como hoy lo conocemos, existe desde el 5 de febrero de 1857, fecha de ingreso de Aguascalientes como el estado 24.º de la Federación mexicana, siendo su primer titular José María López de Nava.Como antecedente existió el cargo de gobernador del Departamento de Aguascalientes, vigente de 1836 a 1846 durante la República Centralista y de 1853 a 1857 originado en la dictadura de Antonio López de Santa Anna.  
La vigente constitución estatal prevé el cargo en su capítulo décimo «Del Poder Ejecutivo» que abarca del artículo 36 al 47. En ellos se específica su naturaleza, poderes y deberes, proceso de elección y sucesión.   
El gobernador es la cabeza de la Administración Pública del Estado de Aguascalientes. Se auxilia de un gabinete compuesto por trece secretarías de Estado, dos coordinaciones generales y la Contraloría del Estado, así como varias entidades paraestatales, que en su conjunto poseen diversas carteras de interés público.  
La actual gobernadora es la panista Tere Jiménez, para el periodo 2022-2027.

## Historia

### Antecedentes

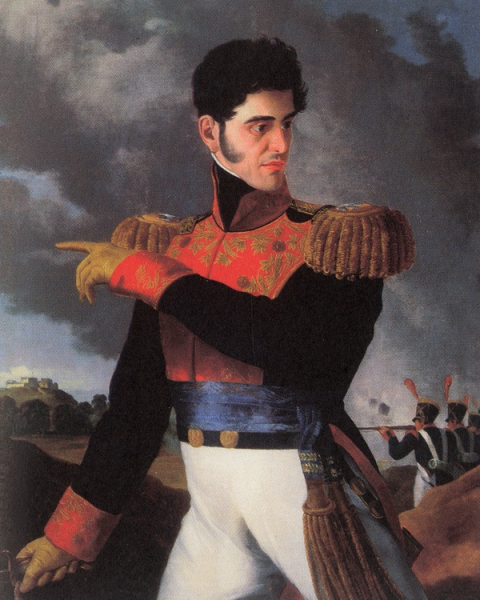
Antonio López de Santa Anna fue el creador del Departamento de Aguascalientes en los dos periodos en los que estuvo vigente.

Con la publicación de las Siete Leyes el 30 de diciembre de 1836, México pasó de ser una federación a un Estado unitario. El carácter del Departamento Aguascalientes, cuyo territorio rodearía la ciudad del mismo nombre y sería sesionado de Zacatecas fue fijado por una ley constitucional el 30 de junio de 1838 por el Congreso General.
Conforme a la sexta ley «División del territorio de la República y gobierno interior de sus pueblos» se estableció que el gobierno de los departamentos estaría a cargo de los gobernadores, cuyo periodo duraría ocho años con posibilidad de reelección. Entre los requisitos para ser gobernador se numeraban ser mexicano por nacimiento, haber nacido o residir en el departamento, tener treinta años cumplidos, estar en pleno goce de sus derechos, no pertenecer al clero y poseer cierto capital económico. Los poderes y deberes de los gobernadores estaban numerados en su artículo 7, entre los que se encontraban: mantener el orden público, cumplir y ejecutar las leyes federales y departamentales, nombrar a prefectos, suspender a los ayuntamientos con acuerdo a la junta departamental, vigilar la junta de Hacienda, etc.
La titularidad del poder ejecutivo de los departamentos quedaría depositado en una persona denominada «gobernador», que sería nominada por la Junta Departamental de Aguascalientes (titular del poder legislativo) y designada por el presidente de la República. Con la institución de la Segunda República Federal en 1846 se mantuvo a Aguascalientes de forma transitoria, pero con la publicación del Acta Constitutiva y de Reformas de los Estados Unidos Mexicanos en 1847 lo reintegró a Zacatecas y con ello el cargo de gobernador.
Su reaparición no se dio sino hasta 1853 durante la dictadura de Antonio López de Santa Anna con del decreto de las «Bases para la administración de la República, hasta la promulgación de la constitución», en el que pasó de estados ya existentes a departamentos exceptuando Aguascalientes, cuyo carácter se fijo con un decreto del 10 de diciembre de 1853 confirmando que se erigiría como un departamento.

### Desarrollo del cargo

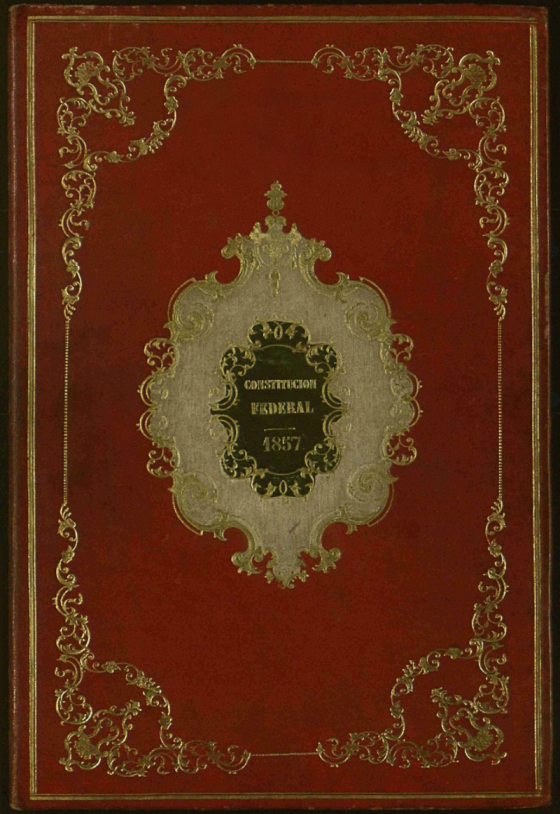
La Constitución de 1857 constituyó a Aguascalientes como estado libre y soberano.

Con la publicación de la Constitución de 1857 enumera a Aguascalientes entre los estados libres y soberanos. Y con ello, desde su promulgación el 5 de febrero de 1857 se depositó el poder ejecutivo en el «gobernador del Estado Libre y Soberano de Aguascalientes». El periodo de los gobernadores se fijó con un límite de seis años. 
En 1878, la Constitución estipuló que las constituciones locales establecerían la no reelección de sus gobernadores, pero en 1887 se reformó su artículo 109: «en sus respectivas Constituciones la reelección de los gobernadores». No sería sino hasta 1911, con Francisco I. Madero como presidente, que se decretó una reforma a la Constitución de 1857 en la que se prohíbe la reelección del presidente de la República y los gobernadores:

El periodo para el cargo de gobernador no podrá exceder de seis años. Son aplicables a los gobernadores de los estados y a los funcionarios que los substituyan, las prohibiciones para el presidente, el vicepresidente y el presidente interino de la República establece respectivamente el artículo 78.
Artículo 109 reformado al 7 de noviembre de 1911

La Constitución Política de los Estados Unidos Mexicanos de 1917 reafirmó la prohibición de la reelección de los gobernadores, al establecer explícitamente que los gobernadores cuyo origen haya sido el voto popular no pueden volver a ocupar el cargo, además, fijo el periodo de los gobernadores (homólogo al periodo presidencial) a un máximo de cuatro años:

[…] Los Gobernadores constitucionales no podrán ser reelectos ni durar en su encargo más de cuatro años.
Artículo 115 constitucional original

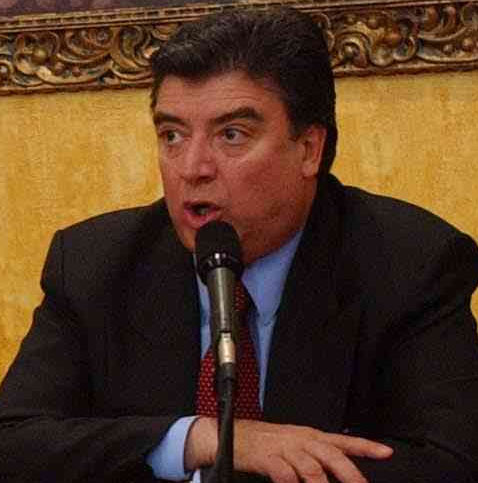
Felipe González González (1998-2004) fue el primer gobernador ajeno al PRI o sus denominaciones anteriores desde 1932.

Desde 1932 con J. Guadalupe Zamarripa hasta 1998 con Otto Granados Roldán, todos los gobernadores de Aguascalientes surgieron del Partido Revolucionario Institucional (PRI) y sus partidos antecesores. La llegada al poder del panista Felipe González González, elegido en las elecciones locales de 1988 significó la primera alternancia en el poder político en cincuenta y dos años.
En 1943 una reforma a la Constitución Política de los Estados Unidos Mexicanos amplió los periodos de los gobernadores de cuatro a seis años para homologarlo al mandato presidencial —que ya había sido ampliado en 1928—. Finalmente en 1944 extendió el periodo a seis años, siendo Jesús María Rodríguez Flores (1944-1950) el primer gobernador en durar un sexenio.
En 2001 se formó la Conferencia Nacional de Gobernadores (CONAGO), una serie periódica de conferencias organizadas entre los gobernadores de todos los estados de México con el objetivo de coordinar las políticas locales y cuyas resoluciones no son vinculantes. Felipe González González (1998-2004), destacó como uno de los gobernadores fundadores por Aguascalientes.
Con la reforma política-electoral de 2014, en Aguascalientes, además de ajustar el cuerpo jurídico a la nueva reforma constitucional, se cambió la fecha de toma de posesión del gobernador del 1 de diciembre al 1 de octubre, de forma homóloga al presidente de la República.
En 2019, Martín Orozco Sandoval se salió de la CONAGO para formar, junto con otros nueve gobernadores, la Alianza Federalista. Finalmente se desintegró en 2021 para volver a integrarse a la CONAGO.
En años recientes, Aguascalientes ha sido considerado como un «bastión panista», debido a la gran fuerza política que el Partido Acción Nacional posee entre los electores del estado; y que se ha visto reflejado al haber ganado todas las elecciones para gobernador desde 1998 hasta la última en 2022, por excepción de la del 2010.

## Facultades y obligaciones

Escudo del Congreso del Estado de Aguascalientes. El poder legislativo sirve como un contrapeso para los poderes del ejecutivo.

La Constitución Política del Estado de Aguascalientes en su artículo 46 fija los poderes y deberes del gobernador:
- Promulgar y ejecutar las leyes estatales;
- Presentar anualmente al Congreso, a más tardar el 31 de octubre, los proyectos de la Ley de Ingresos y Egresos para el ejercicio fiscal del año siguiente;
- Solicitar al Congreso los proyectos de prestación de servicios;
- Presentar anualmente al Congreso, entre el 15 y 30 de septiembre, el informe de la Administración Pública Estatal;
- Solicitar a los otros dos poderes informes de sus respectivos ramos;
- Resolver controversias sobre la legalidad del poder legislativo en el caso de que más de una asamblea se reclame con legítima;
- Celebrar convenios con la Administración Pública Federal, con los otros poderes del estado, con otros estados y con cualquier persona moral;
- Nombrar y remover libremente a los secretarios de Estado y participar en la designación del fiscal general del Estado;
- Facilitar al Poder Judicial los auxilios que solicite;
- Solicitar al Congreso sesiones extraordinarias cuando no esté en sesiones;
- Conceder indultos, conforme a la ley;
- Decretar expropiaciones por utilidad pública;
- Proponer al Congreso del Estado las ternas para los nombramientos de los magistrados del Tribunal Superior de Justicia del Estado;
- Ejercer las facultades en materia de vialidad, conforme a la ley;
- Optar por un gobierno de coalición con cualquiera de los partidos políticos representados en el Congreso;
- Objetar los nombramientos que haya el Congreso de los comisionados del Instituto de Transparencia del Estado de Aguascalientes;
- Velar por el desarrollo rural, conforme a la ley;
- Las demás que marque la Constitución del Estado o la Constitución Política de los Estados Unidos Mexicanos.

## Proceso de elección

### Requisitos para asumir el cargo

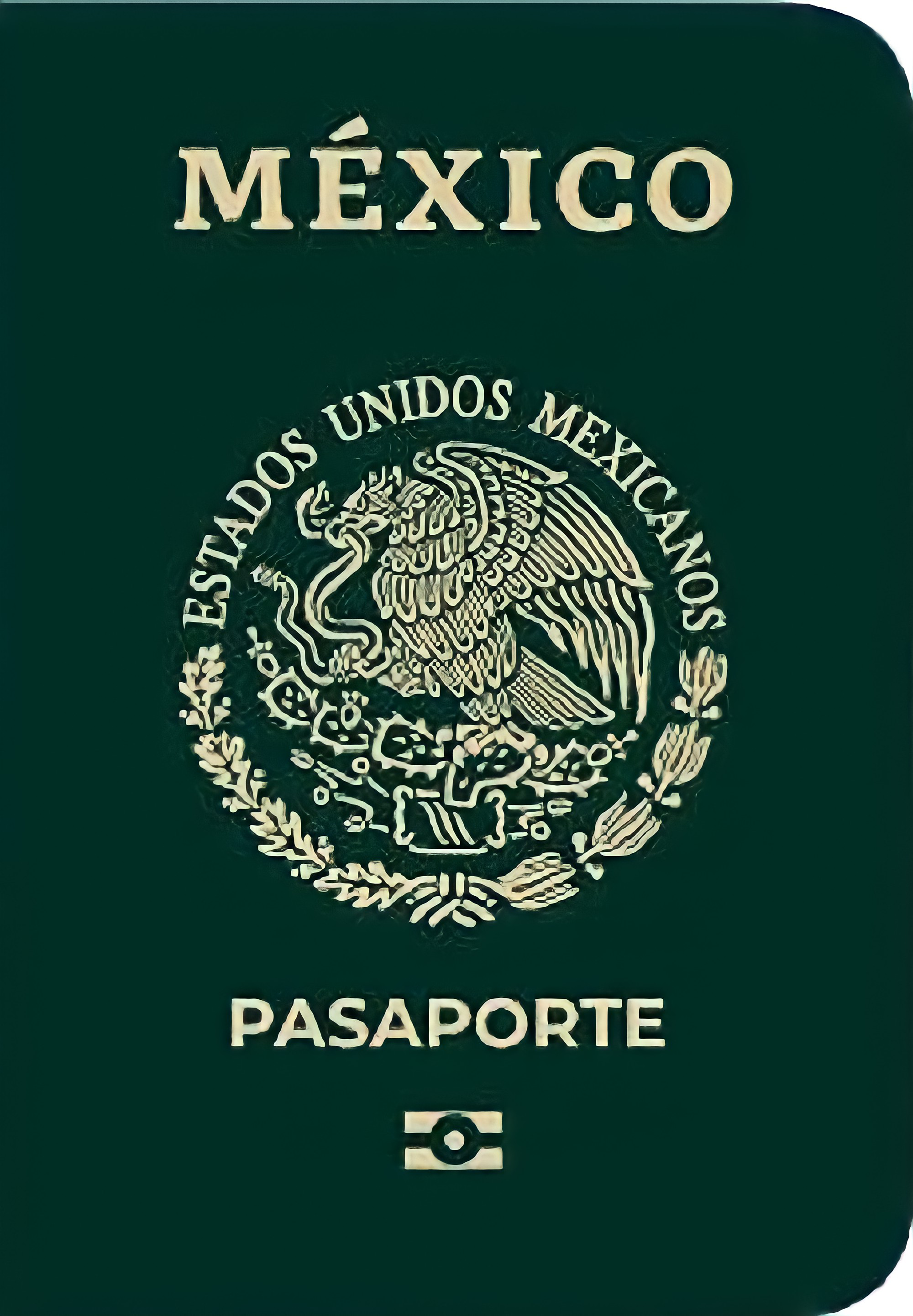
Pasaporte mexicano. La Constitución de México establece entre los requisitos para ser gobernador ser mexicano por nacimiento y nativo de el estado o haber resido en él.

La Constitución Política del Estado de Aguascalientes en su artículo 37 estipula los requisitos para postularse para gobernador:
- Poseer la nacionalidad mexicana por nacimiento y haber nacido dentro del estado o haber residido dentro de él, por lo menos, diez años antes del día de la elección;
- Tener cumplidos treinta años el día de la elección;
- Estar en pleno goce de sus derechos civiles y políticos.

El artículo 38 agrega las siguientes restricciones:
- Ser titular de cualquier cargo público, a menos que se separe de este noventa días antes del día de la elección;
- Ya haber ocupado el cargo como gobernador constitucional;
- No pertenecer al culto eclesiástico, a menos que se separe en los términos del artículo 130 de la Constitución Política de los Estados Unidos Mexicanos;
- No estar sujeto a una investigación criminal por delitos cuya condena se castigue con prisión;
- No haber sido sentenciado por el poder judicial a no ejercer como funcionario durante cierto periodo;
- No haber sido sentenciado a faltas administrativas graves en los términos de la Ley de Responsabilidades Administrativas del Estado.

Asimismo los artículos 39 y 40 establece el tiempo que debe transcurrir para que los gobernadores provisionales, interinos, sustitutos o encargados de Despacho puedan volver a ejercer el cargo bajo las mismas condiciones o postularse para el cargo.

### Elecciones
De acuerdo con el artículo 41 de la Constitución: «El Gobernador del Estado será electo directamente por el pueblo, en los términos de la Ley Electoral […]», es decir, por el Código Electoral del Estado de Aguascalientes. Cada seis años se organiza una elección local en las que se disputará el cargo de gobernador.

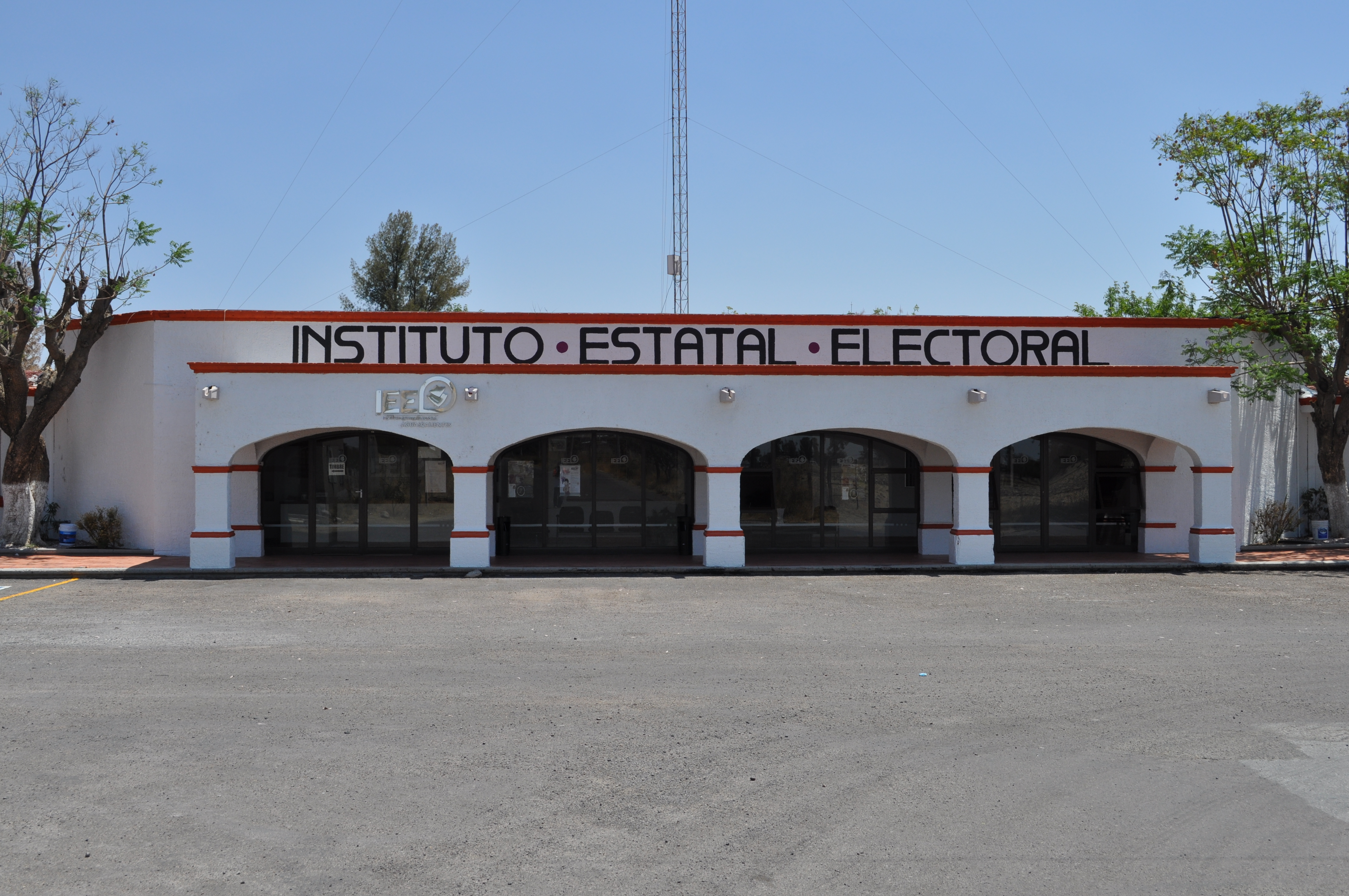
Sede central del Instituto Estatal Electoral.

En las elecciones locales tienen derecho a participar los partidos políticos con registro nacional (es decir, los que pueden participar tanto en elecciones federales como locales) y los que solo tengan registro local (desde 2021, en Aguascalientes solo existe un partido político local, el Fuerza por México Aguascalientes). Asimismo, pueden postularse candidatos independientes en los términos que marque la ley.
En el sistema político-electoral mexicano no existe ninguna legislación sobre el método de elección de los candidatos, pues recae sobre los partidos políticos su decisión sobre los candidatos oficiales que van a presentar ante la autoridad electoral. Pueden optarse por diversos métodos, ya sea por unas elecciones internas de los militantes del partido, una encuesta de preferencia entre los mismos militantes, una elección abierta para la ciudadanía, mediante designación por diálogo entre los líderes del partido o incluso por dedazo entre un líder del partido. Los partidos políticos pueden optar por solicitar ayuda al Instituto Nacional Electoral para sus procesos de selección internos.
Hay un periodo que determine la autoridad electoral de campaña electoral, que en algunos casos agregan debates. Las elecciones se celebran el primer domingo de junio del año en que se tenga que renovar la gobernatura de las 8 a. m. a las 6 p. m. de la hora local. Son organizadas por el Instituto Estatal Electoral (IEE Aguascalientes) en coordinación con el Instituto Nacional Electoral (INE). Podrá participar todo el padrón electoral del estado: todos los ciudadanos que hayan tramitado su credencial para votar y que tengan su residencia principal en el territorio estatal. La elección para el gobernador será por el principio de mayoría relativa. es decir, el candidato que haya obtenido la mayor cantidad de votos válidos sin importar en qué porcentaje total o con cuántos de diferencia al segundo lugar.
En el caso de que se quiera impugnar los resultados de las elecciones o surja cualquier controversia legal, el encargado es el Tribunal Electoral del Estado de Aguascalientes (TEEAGS), un órgano constitucional autónomo a nivel local que funge como el poder judicial en materia electoral, y cuyas resoluciones pueden ser llevadas hasta el Tribunal Electoral del Poder Judicial de la Federación. Asimismo, será el TEEAGS quien otorgue la constancia de candidato oficialmente electo.

### Juramento
Una vez electo, el gobernador iniciará sus funciones el día 1 de octubre del año de la elección. Para ello se hará una ceremonia en la que, para asumir el cargo, deberá tomar protesta con un juramento (homólogo al que jura el presidente de México) frente al pleno del Congreso del Estado de Aguascalientes, que reza así:

Protesto guardar y hacer guardar la Constitución Política de los Estados Unidos Mexicanos, la particular del Estado y las leyes que de ambas emanen, y desempeñar leal y patrióticamente el cargo de gobernador que el pueblo me ha conferido, mirando en todo por el bien y prosperidad del Estado; y si así no lo hiciere, que el pueblo me lo demande.

## Faltas y sucesión

### Falta temporal
Para las faltas temporales del gobernador, con previa autorización del Congreso, el secretario de Gobierno ejercerá como encargado del Despacho hasta que el gobernador constitucional vuelva a ejercer el cargo. Asimismo, el gobernador se puede ausentar legalmente del territorio estatal, y el secretario general de Gobierno como encargado del Despacho se limitará únicamente a despachar los asuntos trámite o aquellos que no pudieran aplazar.

### Falta absoluta
El cargo de gobernador solo puede quedar vacante por tres circunstancias: muerte, renuncia y destitución.
La Constitución estatal menciona la dimisión del presidente, pero no explora en específico bajo cuales circunstancias: «El cargo de Gobernador solo es renunciable por causa grave que calificará el Congreso, ante el que presentará renuncia».
En cuanto a destitución, la Constitución estatal establece que los servidores públicos pueden ser llevados a juicio político son responsables de los «actos u omisiones en que incurran en el desempeño de sus respectivas funciones». El artículo 74 menciona al gobernador entre los funcionarios que gozan de fuero constitucional, que podrá ser removido para que les juzguen por los presuntos delitos cometidos, que además de la destitución del cargo, incluyen la inhabilitación para ejercer otros empleos públicos a futuro. El artículo 76 establece: «El Gobernador, durante el tiempo de su encargo solo podrá ser acusado de por violaciones a esta Constitución y delitos graves del orden común, además de ser responsable del Artículo 110, párrafo segundo de la Constitución Política de los Estados Unidos Mexicanos, conforme al procedimiento establecido en el mismo».
Para proceder legalmente en contra los garantes del fuero constitucional, es necesario que Congreso se erija como gran jurado, por voto de dos terceras partes de los miembros que conforman el Congreso, decida si habrá o no para proceder legalmente en contra del gobernador. En el caso de que el resultado sea desaforarlo, queda automáticamente inhabitado del cargo y a merced del poder judicial. En el caso de que el resultado sea mantener el fuero, deberá acabar el cargo para que las fiscalías pueden investigar los presuntos delitos.

### Sucesión
En el caso de falta absoluta, la sucesión del gobernador será en los siguientes términos:
- Si ocurriera durante los primeros dos años del periodo constitucional, el secretario general de Gobierno asumirá como encargado del Despacho de la Gobernatura. Dentro de veinte días el Congreso deberá publicar la convocatoria, en un plazo de entre seis y nueve meses, unas elecciones extraordinarias en las que se elija un gobernador cuyo periodo terminará el periodo constitucional correspondiente.
- Si ocurriera durante los últimos cuatro años del periodo constitucional, el secretario general de Gobierno asumirá como encargado del Despacho. El Congreso se erigirá como colegio electoral, por voto de la mitad de sus miembros más uno, al ciudadano que ejercerá como gobernador sustituto, que deberá concluir el periodo correspondiente.

Además, si al día de la toma de protesta, la elección no se hubiera hecha o se hubiera declarada inválida o el gobernador electo no se presentara, cesará el periodo constitucional del gobernador saliente y asumirá como gobernador interino el ciudadano que designe el Congreso, o si no estuviera en secesiones, el gobernador provisional que nombrara la Comisión Permanente.

## Gabinete de Aguascalientes
| Logo de la Secretaría General de Gobierno de Aguascalientes (2016-2021).png                        |
| Logotipo de actual de la Secretaría General de Gobierno, con funciones de ministerio del Interior. |

El Gabinete de Aguascalientes es la denominación informal que recibe la «Administración Pública del Estado de Aguascalientes». Es un cuerpo formalizado que no es depositario del poder ejecutivo, sino que lo ayuda para el ejercicio de sus atribuciones y del despacho de orden administrativo. La Ley Orgánica de la Administración Pública del Estado de Aguascalientes es la ley que se encarga de darle un cuerpo a la administración pública.
Conforme la Ley Orgánica, la Administración Pública estatal se divide en centralizada y paraestatal. El artículo 5 estipula que la centralizada está conformada por las secretarías de Estado, la Contraloría del Estado, las unidades administrativas y las coordinaciones que marque la ley. Mientras que el artículo 6 estipula que la paraestatal está conformada por los organismos descentralizados, organismos auxiliares, empresas de participación estatal mayoritaria y fideicomisos públicos.

### Centralizado
| Dependencia                                                                        | Titular                            | Dependencia                                      | Titular                         |
| ---------------------------------------------------------------------------------- | ---------------------------------- | ------------------------------------------------ | ------------------------------- |
| Secretaría General de Gobierno                                                     | Ricardo Enrique Moran Faz          | Secretaría de Desarrollo Social                  | Humberto Javier Montero de Alba |
| Secretaría de Administración                                                       | Benjamín González Silvestre        | Secretaría de Obras Públicas                     | José de Jesús Altamira          |
| Secretaría de Finanzas                                                             | Carlos de Jesús Magallanes García  | Secretaría de Desarrollo Rural y Agroempresarial | Miguel Muñoz De La Torre        |
| Secretaría de Seguridad Pública                                                    | Jonás Chávez Marín                 | Secretaría de Turismo                            | José Ángel González Serna       |
| Secretaría de Desarrollo Económico                                                 | Manuel Alejandro González Martínez | Secretaría de la Familia                         | Jonás Chávez Marín              |
| Secretaría de Salud                                                                | Miguel Ángel Piza Jiménez          | Coordinación General de Movilidad                | Ricardo Alfredo Serrano Rangel  |
| Secretaría de Sustentabilidad, Medio Ambiente y Agua                               | Julio César Medina Delgado         | Coordinación General de Gabinete                 | Alfredo Rivadeneyra Hernández   |
| Secretaría de Gestión Urbanística, Ordenamiento Territorial, Registral y Catastral | Carolina López López               | Contraloría del Estado                           | Sergio Escalante Jiménez        |

### Paraestatal
| Dependencia                                                                                           | Titular                          | Dependencia                                           | Titular              |
| --- | -------------------------------- | ----------------------------------------------------- | -------------------- |
| Instituto de Planeación del Estado de Aguascalientes                                                  | Jorge Manuel Aguirre Hernández   | Instituto Aguascalentense de la Juventud              | Ruth Guzmán Cuevas   |
| Instituto de Seguridad y Servicios Sociales para los Servidores Públicos del Estado de Aguascalientes | Carlos Esteban Gallegos Espinoza | Director del Instituto de Educación de Aguascalientes | Ulises Reyes Esparza |
| DIF Estatal                                                                                           | Karla Yazmín Esparza Lazalde     | Instituto del Deporte del Estado de Aguascalientes    | Manuel Aceves Rubio  |
| Instituto Aguascalentense de las Mujeres                                                              | jenny rivera                     | Instituto Cultural de Aguascalientes                  | Carlos Reyes Sahagún |